# Baryscapus talitzkii
Baryscapus talitzkii är en stekelart som först beskrevs av Kostjukov 1978.  Baryscapus talitzkii ingår i släktet Baryscapus och familjen finglanssteklar. Inga underarter finns listade.